# Джойи, Марампуди
Марампуди Джойи (7 октября 1942 года, Бхимаварам, Индия — 27 августа 2010 года, Хайдарабад, Индия) — католический прелат, епископ Кхаммама с 21 декабря 1991 года по 8 ноября 1996 год, епископ Виджаявады с 8 ноября 1996 года по 29 января 2000 год, архиепископ Хайдарабада с 29 января 2000 года по 27 августа 2010 год.

## Биография
Родился 7 октября 1942 года в городе Бхимаварам, Индия. Получил среднее образование в лютеранской школе-интернате в окрестностях города Самалкоты, которой руководили  священнослужители из Лютеранской церкви Андхра-Прадеш. После получения богословского образования рукоположен 14 декабря 1971 года в священника для служения в епархии Виджаявады.
21 декабря 1991 года Римский папа Иоанн Павел II назначил Марампуди Джойи епископом Кхаммама. 19 марта 1992 года состоялось рукоположение Марампуди Джойи в епископа, которое совершил титулярный архиепископ Сесты и апостольский про-нунций в Индии и Непале Джорджо Зур в сослужении с архиепископом Хайдарабада Саминини Арулаппой и епископом Виджаявады Иосифом Тхуммой.
8 ноября 1996 года назначен епископом Виджаявады и 29 января 2000 года — архиепископом Хайдарабада.
Скончался 27 августа 2010 года.